# Владимир Петков (археолог)
Вижте пояснителната страница за други личности с името Владимир Петков.
Владимир Петков е български археолог, главен уредник на Археологическия музей в Сандански.

## Биография
Роден е на 22 април 1960 година в Сандански, България. Завършва две висши образования, едното от които е археология в Нов български университет. Бил е директор на Археологическия музей в Сандански и заедно с Александра Димитрова-Милчева от Софийския университет ръководи археологическите проучвания на останките от античния град, върху който е разположен днешният Сандански и археологическите обекти в района - раннохристиянския комплекс, епископската базилика, базиликата на Епископ Йоан, гробницата в Микрево, гробницата-мавзолей на ул. „Горно Броди“ в Сандански.